# Sandseten
Sandseten är ett berg i Antarktis. Det ligger i Östantarktis. Norge gör anspråk på området. Toppen på Sandseten är 1 950 meter över havet, eller 381 meter över den omgivande terrängen. Bredden vid basen är 5,8 km.
Terrängen runt Sandseten är kuperad söderut, men norrut är den platt. Trakten är obefolkad. Det finns inga samhällen i närheten. 